# Гебхардт, Карл Франц
Карл Франц Генрих Гебхардт (нем. Karl Franz Gebhardt; 23 ноября 1897, Хаг (Верхняя Бавария) — 2 июня 1948, Ландсберг-на-Лехе) — личный врач и школьный друг рейхсфюрера СС Генриха Гиммлера, один из главных организаторов и участников медицинских экспериментов над заключёнными концлагерей во время Второй мировой войны. Группенфюрер СС и генерал-лейтенант войск СС (30 января 1943). Повешен по приговору Нюрнбергского процесса по делу медиков.

## Биография
Карл Гебхардт родился 23 ноября 1897 года в городе Хаг (Верхняя Бавария). Ещё в школе подружился с будущим рейхсфюрером СС Гиммлером. В 1919 году начал изучать медицину в Мюнхене. Участник 1-й Мировой войны. За боевые отличия награжден Железным крестом 1-го и 2-го класса. Лейтенант. В конце войны был взят в плен. В 1919 году служил в 15-й добровольческой роте и участвовал в боях с коммунистами в Рурской обл. В 1923 году активный участник Добровольческого корпуса «Оберланд», участник «пивного путча» 9 ноября 1923 года. Работал ординатором ортопедической хирургии в Берлинском университете.
В 1933 году Гебхардт вступил в NSDAP (билет № 1723 317), 20 апреля 1935 года — в СС (билет № 265 894) в звании штурмбаннфюрера СС. С 1933 года главный врач созданного им госпиталя в пригороде Берлина Гогенлингене. С 1937 года профессор спортивной медицины Берлинского университета с получением лицензии хирурга. До начала Второй мировой войны был главным врачом в клинике Уккермарка, переоборудованной по его приказу из клиники для больных туберкулёзом в ортопедический центр. В 1938 году Гебхардт стал личным врачом Генриха Гиммлера и 20 апреля 1938 года получил звание оберфюрера СС, пользовался его безграничным доверием и поддержкой. Руководитель медицинского отдела в Имперской академии физической подготовки; с 1939 года врач-консультант войск СС. С 1941 года активно занимался экспериментами над заключёнными лагерей Аушвица и Равенсбрюка. С 1943 года — главный военный клинический врач при имперском враче СС в составе Личного штаба рейхсфюрера СС. В 1944 году Гебхардту было поручено лечение рейхсминистра Альберта Шпеера. 24.10.1944 года направлен в Восточную Пруссию во главе комиссии по расследованию убийств местного населения советскими войсками в Неммерсдорфе (в ч-сти убийства 26 женщин). В апреле 1945 года находился в бункере Гитлера, пытался вывезти оттуда детей Й. Геббельса по линии Красного креста, но получил отказ.
В правительстве К. Дёница занимал пост исполнительного президента немецкого Красного креста. По окончании войны сопровождал Гиммлера в одной группе с О. Олендорфом, Р. Брандтом, Й. Кирмайером. Был задержан патрулем союзных войск близ Люнебурга 21 или 22 мая 1945 года.

## Преступления
Руководил различными экспериментами над людьми в концентрационных лагерях.

### Изучениесульфаниламида
После покушения 27 мая 1942 года на руководителя протектората Богемии и Моравии Гейдриха Гебхардт вылетел в Прагу для его лечения. У Гейдриха было диагностировано повреждение селезёнки и диафрагмы. Гейдриху была проведена операция, однако смерть наступила через 8 дней от развития раневой инфекции.
Личный врач Гитлера Теодор Морелль высказал предположение о том, что Гейдриха можно было бы спасти, применив сульфаниламид. В результате под руководством Гебхардта в женском трудовой концлагере Равенсбрюк была проведена серия экспериментов (в числе непосредственных исполнителей была ещё одна обвиняемая в Нюрнбергском процессе над врачами Герта Оберхойзер) по изучению эффективности сульфаниламида. Подопытным наносились раны, в которые имплантировались различные инородные тела: стекло, земля, опилки, грязь и т. д. После этого их лечили с применением различных препаратов, в том числе и сульфаниламида.

### Лечение Шпеера
Занимаясь лечением рейхсминистра вооружений и военной промышленности Альберта Шпеера, по свидетельствам последнего, описанных в его «Воспоминаниях», пытался его убить.
Профессор Гебхардт, группенфюрер СС и известнейший в европейском спортивном мире специалист по болезням коленного сустава, возглавлял больницу Красного Креста в Хоенлихене, примерно в ста километрах к северу от Берлина, расположившуюся прямо в лесу на берегу озера. (…) 20 дней я с загипсованной ногой лежал неподвижно на спине. (…) Когда мне впервые было позволено встать, через несколько часов у меня начались сильные боли в спине и грудной клетке, а кровавые отхаркивания указывали на эмболию лёгких. Профессор Гербхардт, однако, поставил диагноз ревматизма мышц, назначил мне растирание груди пчелиным ядом и прописал для приёма внутрь сульфаниламид, хинин и болеутоляющие. Ещё через два дня у меня был второй, очень острый приступ. Состояние моё становилось опасным, но Гебхардт настаивал на диагнозе мышечного ревматизма. (…) Брандт, личный врач Гитлера и «уполномоченный по вопросам здравоохранения и санитарии», возложил на Коха полную ответственность за моё лечение и запретил профессору Гебхардту принимать какие-либо медицинские решения. (…) Уже когда я выздоравливал, мой друг Роберт Франк пересказал мне один ночной, очень доверительный разговор с профессором Кохом. Рассказанное им было авантюрно: на пике угрожающего моего состояния Гербхардт потребовал от него проведения некоей процедуры, которая, по мнению терапевта, могла бы стоить мне жизни. Он, профессор Кох, поначалу просто не понял, чего от него хотят, а затем решительно воспротивился этой процедуре. Тогда Гебхардт дал задний ход и заявил, что он просто хотел его проверить. Франк заклинал меня ничего не предпринимать, потому что профессор Кох не без оснований опасается оказаться в концентрационном лагере, да и у него самого наверняка возникнут серьёзные проблемы с гестапо. (…) Уже только во время заключения в Шпандау Функ подробно рассказал мне об одном случае, о котором в 1944 г. он отважился только слегка намекнуть. Примерно осенью 1943 г. в штабе армии СС Зеппа Дитрих шла сильная попойка (…) И вот в этом кругу руководства СС Гебхардт заявил, что, по мнению Гиммлера, Шпеер представляет собой опасность и ему нужно исчезнуть. (…) 19 февраля я предпринял самые срочные шаги, чтобы подыскать себе новое пристанище. Гебхардт воспротивился, приведя ряд медицинских аргументов. (…) И только дней через десять, когда во время налёта американского 8-го воздушного флота сильно пострадало главное здание больницы, он заметил, что бомбардировка, вероятно, предназначалась мне. За ночь его мнение о моей транспортабельности полностью изменилось. (…) Уже под самый конец войны я спрашивал Коха, что же тогда произошло. Но и на этот раз он ограничился только подтверждением того, что из-за моего лечения у него был тяжёлый разговор с Гебхардтом и что тот тогда дал ему понять, что он, Кох, не просто врач, а «политический врач». И добавил, что Гебхардт старался задержать меня по возможности дольше в своей клинике.

## Нюрнбергский процесс над врачами

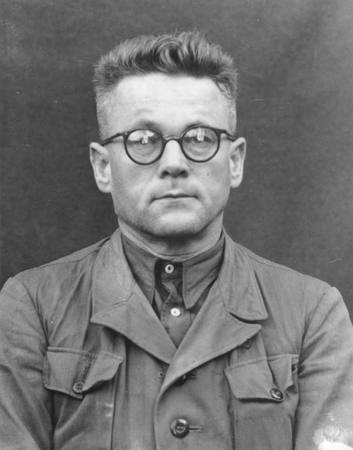
На Нюрнбергском процессе над врачами

В декабре  1946 года Гебхардт предстал в качестве одного из главных обвиняемых на американском Нюрнбергском процессе над врачами (дело Карла Брандта и др.). 20 августа 1947 года за преступления против человечности, военные преступления и участие в преступной организации (СС) был приговорён к смертной казни через повешение. Приговор был приведён в исполнение 2 июня 1948 года в тюрьме Ландсберг. От исповеди и последнего слова отказался.

## Присвоение званий
- Штурмбанфюрер СС (20 апреля 1935)
- Оберштурмбаннфюрер СС (15 сентября 1935)
- Штандартенфюрер СС (9 ноября 1936)
- Оберфюрер СС (20 апреля 1938)
- Бригадефюрер СС и генерал-майор войск СС (1 октября 1940)
- Группенфюрер СС (30 января 1943) и генерал-лейтенант войск СС (9 ноября 1943)

## Награды
- Почётный крест ветерана войны
- Знак за ранение (1918) (чёрный)
- Крест военных заслуг 1-й степени с мечами
- Крест военных заслуг 2-й степени с мечами
- Рыцарский крест Креста военных заслуг с мечами (31.05.1944)
- Железный крест, 1-го класса (1914)
  - Пряжка к Железному кресту 1-го класса
- Железный крест, 2-го класса (1914)
  - Пряжка к Железному кресту 2-го класса
- Кольцо «Мёртвая голова»
- Почётная шпага Рейхсфюрера СС